# Obserwatorium kultury
Obserwatorium kultury – organizacja, której celem jest monitorowanie polityk kulturalnych, gromadzenie danych statystycznych i prowadzenie prac badawczych dotyczących sektora kultury. Obserwatoria kultury funkcjonują na całym świecie, m.in. w Australii, Wielkiej Brytanii, Kanadzie, Mozambiku, na Węgrzech oraz w Polsce. Uzasadnieniem istnienia obserwatoriów są braki w statystyce publicznej w obszarze kultury, oraz potrzeba oparcia polityki kulturalnej na wiedzy.

## Obserwatoria kultury w Polsce
W Polsce w 2010 działało jedno ogólnopolskie obserwatorium kultury, kilka regionalnych oraz organizacje pozarządowe o zbliżonym profilu działalności.

### Obserwatorium Kultury
Obserwatorium Kultury utworzone w 2009 działa w ramach Narodowego Centrum Kultury. Jest instytucją publiczną odpowiedzialną za prowadzenie badań oraz popularyzację wyników badań sektora kultury w Polsce. Podejmuje działania o zasięgu ogólnopolskim. W 2010 Obserwatorium Kultury prowadziło program grantowy pod takim samym tytułem (Obserwatorium Kultury) o budżecie 1 mln zł, którego celem było dofinansowanie badań z zakresu ekonomiki kultury. Obserwatorium Kultury NCK współorganizuje seminaria naukowe z Collegium Civitas. W 2010 r. odbył się cykl 6 seminariów zatytułowanych „Kultura i rozwój”, prowadzonych przez red. Edwina Bendyka. W spotkaniach uczestniczyli Minister Kultury Bogdan Zdrojewski, prof. Jerzy Hausner, Agnieszka Odorowicz (dyrektor Polskiego Instytutu Sztuki Filmowej) i inni. Obserwatorium Kultury NCK współtworzy Obserwatorium Żywej Kultury, oraz koordynuje działalność sieci obserwatoriów regionalnych. Obserwatorium Kultury NCK prowadzi działalność wydawniczą. Wspólnie z Polskim Towarzystwem Kulturoznawczym wydaje kwartalnik naukowy „Kultura Współczesna”. Obserwatorium Kultury NCK współpracuje z kadrą naukową Uniwersytetu Warszawskiego.

### Obserwatorium Żywej Kultury – Sieć Badawcza
Fundacja Obserwatorium Żywej Kultury – Sieć Badawcza (FOŻK-SB) została utworzona w 2012 roku. Pracuje w formule sieci badawczej. Główne cele to badanie współczesnej kultury oraz popularyzację wiedzy przez portal ozkultura.pl. Sieć jest zorganizowana w postaci tzw. węzłów (zespołów badawczych) i pętelek - pojedynczych współpracowników z różnych miast w Polsce oraz korespondentów lokalnych i partnerów poszczególnych projektów.. Węzeł centralny tworzą pracownicy i doktoranci Zakładu Metod Badania Kultury z Instytutu Stosowanych Nauk Społecznych Uniwersytetu Warszawskiego.
Podstawą teoretyczną działalności OŻK-SB jest teoria żywej kultury Barbary Fatygi; podstawą metodologiczną są zarówno metodologie wypracowane na gruncie socjologii, antropologii oraz innych nauk społecznych i humanistycznych, jak i wytwarzane przez zespoły badawcze oryginalne metody i techniki badania zachowań, tekstów i obrazów.

### Małopolskie Obserwatorium Kultury
Małopolskie Obserwatorium Kultury funkcjonuje przy Małopolskim Instytucie Kultury. Celem działalności tego Obserwatorium jest opis i diagnoza kultury w Małopolsce. Małopolskie Obserwatorium Kultury współpracuje z Ośrodkiem Statystyki Kultury krakowskiego oddziału GUS-u, oraz pracownikami naukowymi Akademii Górniczo-Hutniczej im. Stanisława Staszica w Krakowie oraz Uniwersytetu Jagiellońskiego.

### Obserwatorium Kultury w Szczecinie
Inicjatorem utworzenie Obserwatorium Kultury w Szczecinie była Samorządowa Instytucja Kultury SZCZECIN 2016, która prowadzi projekt starań Szczecina o tytuł Europejskiej Stolicy Kultury. Szczecińskie Obserwatorium Kultury prowadzi badania stanu kultury Szczecina, we współpracy z Fundacją Kultury i Sportu „Prawobrzeże” i Uniwersytetem Szczecińskim, które mają pomóc w uzyskaniu tytułu Europejskiej Stolicy Kultury.

### Samorządowe Obserwatorium Kultury
W 2009 r. w Poznaniu utworzono Samorządowe Obserwatorium Kultury.

### Fundacja Obserwatorium
Fundacja Obserwatorium jest organizacją pozarządową, której celem jest prowadzenie badań z zakresu ekonomiki kultury. Prezesem Fundacji jest Elżbieta Anna Sekuła, kulturoznawca i socjolog. Fundacja współpracuje z Ośrodkiem Badań Przestrzeni Publicznej przy Akademii Sztuk Pięknych w Warszawie.

## Obserwatoria Kultury na świecie

### UNESCO Observatory
UNESCO Observatory jest instytucją skupiającą badaczy z wielu dziedzin zainteresowanych tematyką szeroko pojętej kultury. Zostało utworzone w 2006 r. na Uniwersytecie w Melbourne. Od września 2007 r. Obserwatorium wydaje E-journal, w którym publikowane są teksty poświęcone kulturze i sztuce, pisane z perspektywy interdyscyplinarnej.

### Obserwatorium Polityk Kulturalnych w Afryce
Obserwatorium Polityk Kulturalnych w Afryce (ang. Observatory of Cultural Policies in Africa) zostało utworzone w 2002 dzięki wsparciu Unii Afrykańskiej, UNESCO i Fundacji Forda. Ma status organizacji pozarządowej z siedzibą w Mozambiku, jednak w polu jej zainteresowań znajdują się wszystkie kraje afrykańskie. Celem działalności Obserwatorium jest wspieranie polityk kulturalnych w Afryce poprzez przygotowywanie naukowych opracowań i zabieranie głosu w debacie publicznej. Obserwatorium m.in. tworzy bazy instytucji i specjalistów zajmujących się polityką kulturalną w Afryce.

### European Audiovisual Observatory
Europejskie Obserwatorium Audiowizualne zostało utworzone w 1992 roku przez 33 państwa członkowskie stowarzyszenia Audiovisual Eureka, Komisję Europejską i Radę Europy. Siedziba znajduje się w Strasbourgu. Obecnie Obserwatorium zrzesza 36 państw oraz Unię Europejską. Każdy z 37 członków ma jednego przedstawiciela w Radzie Wykonawczej. Statut wskazuje dwa główne cele funkcjonowania Obserwatorium: wspieranie przejrzystości funkcjonowania sektora audiowizualnego w Europie, oraz dostarczanie fachowych informacji na temat tego sektora. Do sektora audiowizualnego zaliczane są: film, telewizja, wideo/DVD i nowe media. Zadania Obserwatorium są realizowane poprzez przygotowywanie publikacji (m.in. ukazującego się od 1995 rocznika statystycznego), tworzenie baz danych, oraz organizację konferencji i seminariów. Obszarami tematycznymi znajdującymi się w centrum zainteresowania są statystyki opisujące sytuację na rynku, ze szczególnym uwzględnieniem zagadnień związanych z produkcją, oraz regulacje prawne.

### Obserwatorium Budapeszteńskie
Oberwatorium Budapeszteńskie, którego pełna nazwa brzmi Regionalne Obserwatorium Finansowania Kultury w Środkowo-Wschodniej Europie Obserwatorium Budapeszteńskie (and. Regional Observatory on Financing Culture in East-Central Europe The Budapest Observatory), zostało utworzone 22 kwietnia 1999. Misją obserwatorium jest: “Służyć pomocą tym, którzy chcą wiedzieć więcej na temat warunków (finansowych, prawnych, zarządzania, polityk) życia kulturalnego (aktywności kulturalnych, produktów i organizacji) w krajach Europy Środkowo-Wschodniej.” Partnerami Obserwatorium są CIRCLE (Punkt Kontaktowy Europejskich Ośrodków Informacji i Badań w Kulturze, ang. Cultural Information and Research Centres Liaison in Europe), Culture Action Europe i ENCATC (Europejska Sieć Ośrodków Szkoleniowych Administracji Kulturalnej, ang. the European Network of Cultural Administration Training Centres).